# Lionel Taminiaux
Lionel Taminiaux, né le 21 mai 1996 à Ottignies, est un coureur cycliste belge.

## Biographie
Au mois d'avril 2019, il gagne la Roue tourangelle, sa première victoire professionnelle. Un mois après il est meilleur grimpeur aux Quatre Jours de Dunkerque. Sur cette épreuve, trois ans plus tard, il remporte une étape au sprint.
Le 15 octobre 2024, il remporte sa première course sur l'UCI World Tour en gagnant au sprint la 1re étape du 
Tour du Guangxi à Fangchenggang, en Chine.

## Palmarès et résultats

### Palmarès sur route
- 2014
  - 2e de Kuurne-Bruxelles-Kuurne juniors
- 2016
  - Champion de Wallonie sur route
  - Grand Prix Color Code
  - 3e étape du Tour de Namur
  - 4e étape du Tour de Flandre-Orientale
  - 2e du Grand Prix Olivier Kaisen
  - 2e de Romsée-Stavelot-Romsée
  - 2e du Tour de Flandre-Orientale
- 2017
  - Champion de Wallonie sur route
  - Grand Prix Color Code
  - Grand Prix des Carrières
- 2018
  - Ledegem Classic
  - Grand Prix Criquielion
  - 2e de Bruxelles-Opwijk
  - 2e du Grand Prix d'Affligem
  - 2e de la Wingene Koers
- 2019
  - Roue tourangelle
  - Grand Prix Paul Borremans
  - 3e de la Wanzele Koerse
  - 3e du Tour de Cologne
  - 3e du Prix national de clôture
- 2021
  - 3e de Binche-Chimay-Binche/Mémorial Frank Vandenbroucke
- 2022
  - 4e étape des Quatre Jours de Dunkerque
  - Zwevezele Koers
  - 5e étape du Tour de Langkawi
- 2023
  - Coupe Sels
  - Grote Prijs Gemeente Kortemark
  - 2e du Circuit de Wallonie
  - 2e du Circuit Mandel-Lys-Escaut
  - 3e de l'Egmont Cycling Race
- 2024
  - 1re étape du Tour du Guangxi
  - 3e de la Gullegem Koerse
- 2025
  - 2e du Grand Prix Vermarc

### Résultats sur les grands tours

#### Tour d'Espagne
1 participation
- 2022 : 127e

### Classements mondiaux
| Année                                 | 2017  | 2018 | 2019 | 2020 | 2021 | 2022 | 2023 | 2024 |
| ------------------------------------- | ----- | ---- | ---- | ---- | ---- | ---- | ---- | ---- |
| Classement mondial                    | 1524e | 964e | 187e | 972e | 498e | 423e | 221e | 175e |
| UCI Europe Tour                       | 992e  | 587e | 154e | 760e | 402e | 338e | nc   | 143e |
|                                       |       |      |      |      |      |      |      |      |
| Légende : nc = non classéSource : UCI |       |      |      |      |      |      |      |      |

### Palmarès sur piste

#### Championnats nationaux
| - 2013 - 2e du championnat de Belgique de poursuite par équipes juniors - 3e du championnat de Belgique de vitesse par équipes juniors - 2014 - Champion de Belgique de la course aux points juniors - 2e du championnat de Belgique de scratch juniors - 2e du championnat de Belgique du kilomètre juniors - 2e du championnat de Belgique de keirin juniors - 2e du championnat de Belgique de poursuite par équipes juniors - 3e du championnat de Belgique de l'omnium juniors | - 2015 - 3e du championnat de Belgique du kilomètre - 3e du championnat de Belgique de l'omnium - 2016 - 2e du championnat de Belgique du kilomètre |  |